# Heiligkreuzkapelle (Köln)

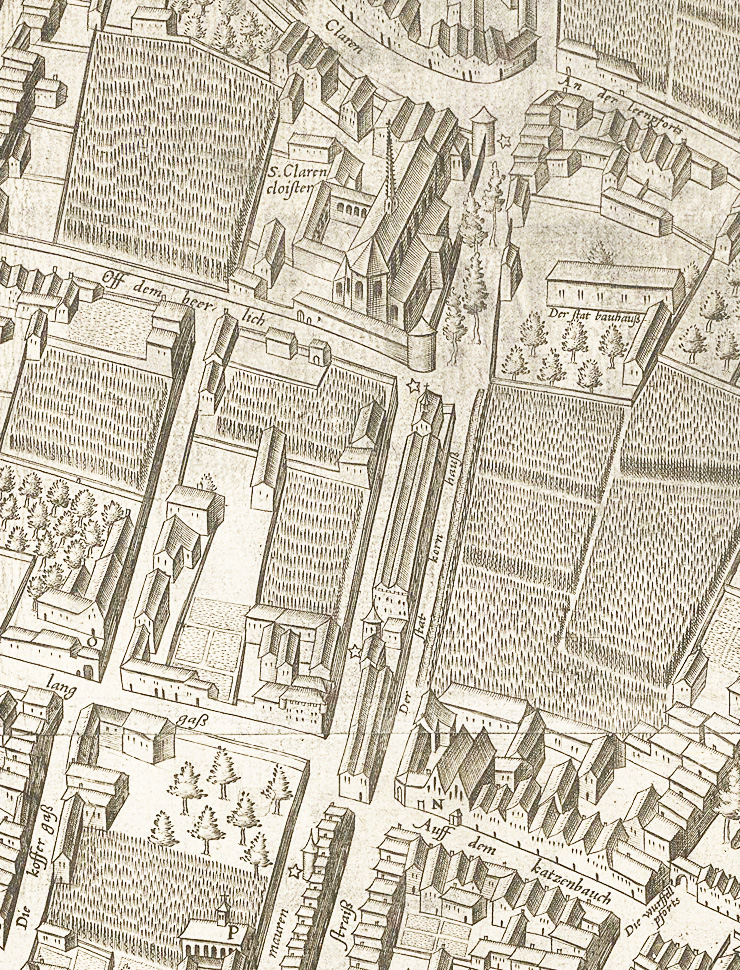
Die Kapelle am Kopfende der Zeughausstraße (1570–71)

Die Kölner Heiligkreuzkapelle wurde erstmals 1344 im Schrein Airsbach, dem Bezirk der dort ansässigen Stifterfamilie Lyskirchen, erwähnt. Das kleine, mehrfach vor dem zeitlich bedingten Verfall gerettete Bauwerk wurde  1818 niedergelegt.

## Geschichte

### Lage
Die Kapelle lag am westlichen Ende eines ergänzend zum Fremdenfriedhof der südlichen Vorstadt Oversburg eingerichtetem Kirchhofes (lat. in cimiterio exulum „auf dem Friedhof der Verbannten/Fremden“) zwischen der Straße Burgmauer und der späteren Zeughausstraße.

### Stiftung und Bauart
Auf diesem unterhalb der Klostermauer des Klarenkonventes und der Straße „Off dem beer lich“ (1329 in der Schottengasse, lat. super antiquum Berlicum „über dem alten Berlicum“) gelegenen Gelände ließ Agnes, die Gattin des im Schöffenkollegium der Stadt vertretenen Constantin von Lyskirchen, die 1344 erstmals genannte Kapelle erbauen, deren Altar dem heiligen Kreuz geweiht wurde.
Die nach Arnold Mercators Stadtansicht als Saalbau ausgewiesene und von der Größe her recht bescheidene Kapelle ruhte mit ihrer Südwand auf der (noch heute dort erhaltenen) römischen Stadtmauer und hatte ein ungefähres Maß von 8 × 10 m Grundfläche. Sie trug ein Satteldach, dem ein kleiner Glockenturm aufgesetzt worden war.

### Umbauten und Abbruch

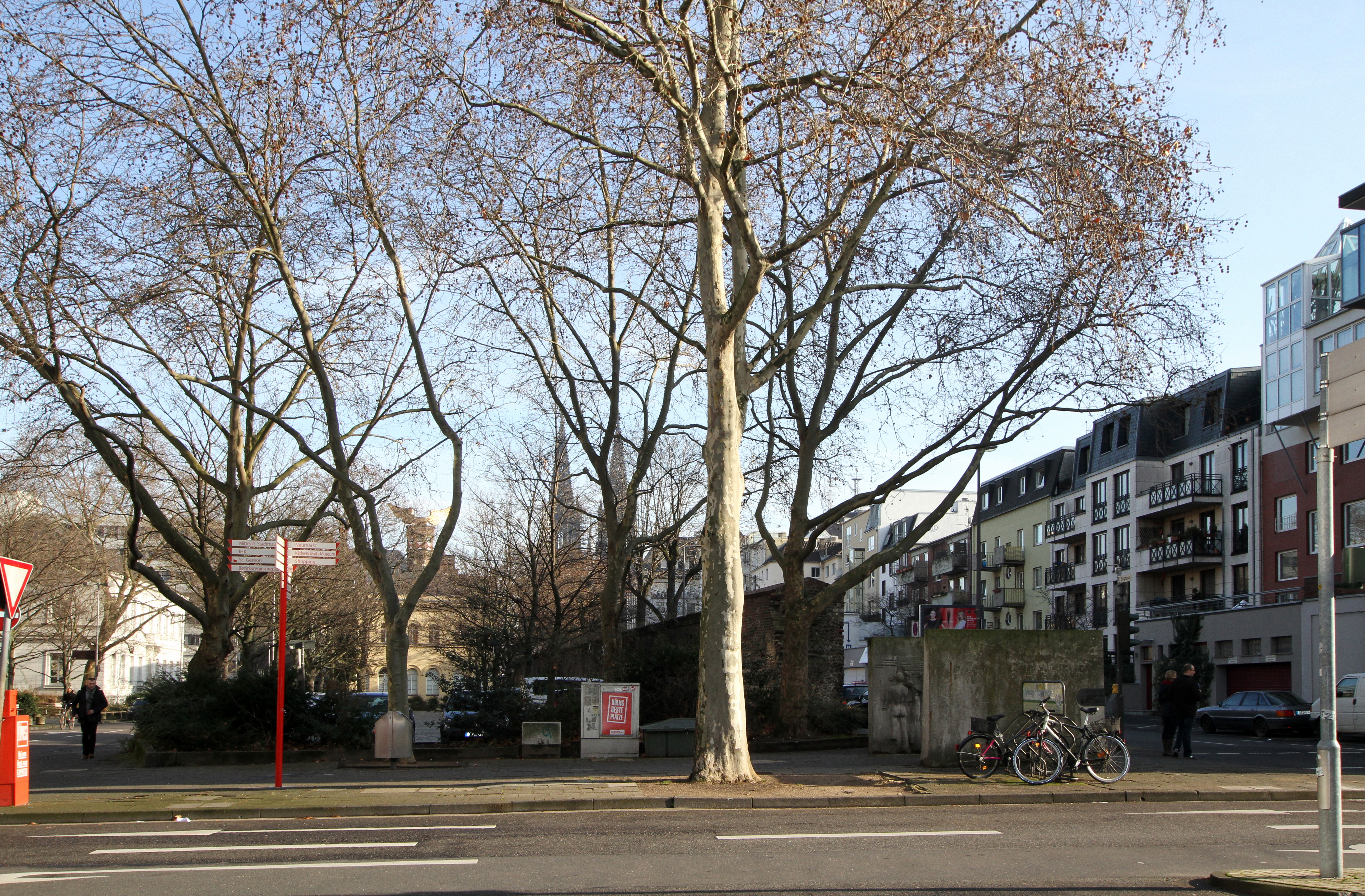
Ehemaliger Standort der Heiligkreuzkapelle

In der Mitte des 16. Jahrhunderts galt die Kapelle als baufällig, wurde jedoch 1562 auf Veranlassung des Bürgermeisters Constantin von Lyskirchen in Teilen erneuert, wobei er für den Zugang zur Wohnung eines Priesters auch eine marode Wendeltreppe erneuerte. Für das Jahr 1612 verzeichnete ein Ratsprotokoll erneut den Verfall des Bauwerks, rügte darin auch den Leerstand der Kapelle und richtete an die Familie Lyskirchen die Aufforderung, ihrer Unterhaltungspflicht als Erben der Stifter der Kapelle nachzukommen und den desolaten Zustand zu ändern. Ob die Familie der Aufforderung Folge leistete, wurde nicht vermerkt. Da die Kapelle beim Bau der neben ihr zwischen 1715 und 1721 errichteten Anatomie der medizinischen Fakultät noch erhalten war, dürfte es der Fall gewesen sein. Erst im Jahr 1818 wurde sie mitsamt der Anatomie abgebrochen. Das freigewordene Gelände diente 1833 dem Durchbruch der heutigen Straße Auf dem Berlich und der Errichtung eines  Militärwagenhauses der preußischen Regierung.